# Александар Самбугнак
Александар Самбугнак (Земун, 22. април 1888) био је југословенско-амерички уметник и вајар. 

## Биографија
Студирао је на Краљевској академији ликовних уметности у Будимпешти, Мађарској и Минхену, где је студирао код Франца фон Стука. 1913. отишао је у Париз и студирао код Емила Антоана Бурдела. 
Његове скулптуре биле су наручене за поштанске уреде Сједињених Америчких Држава за програм велике депресије који је надгледало Министарство финансија САД. Његов рад је такође у Музеју ликовних уметности у Будимпешти, у катедрали у Бечу, Аустрији и у Хавани, на Куби, споменик Хосе Мартију.
Постао је натурализовани амерички држављанин 1938. године и био је члан Архитектонског савеза Њујорка и Националног вајарског друштва.